# Giovanni Battista Tinti
Giovanni Battista Tinti, scritto anche Giovan Battista Tinti o Giambattista Tinti (Parma, 1º gennaio 1558 – Parma, gennaio 1604), è stato un pittore italiano della scuola manierista.

## Biografia
Fu allievo a Bologna di Orazio Samacchini e Pellegrino Tibaldi. Tornato a Parma, si ispirò soprattutto al Correggio e al Parmigianino. In agosto del 1588 gli fu commissionato l'affresco della chiesa di Santa Maria degli Angeli di Parma.
L'anno successivo dipinse la sua opera più importante, la pala d'altare L'Assunzione della Vergine, nel transetto superiore sinistro della cappella dell'Assunta del Duomo di Parma.
Nel 1595 realizzò degli affreschi nella basilica di San Prospero a Reggio Emilia, nei sottarchi che immettono al Paradiso di Camillo Procaccini.
Tipico di Giovanni Battista Tinti è il cromatismo vivace e brillante, che gli derivò probabilmente da artisti della Scuola fiamminga, come Bartholomäus Spranger e Denijs Calvaert, attivi a Parma e Bologna in quel periodo.

## Opere
- La Vergine con il Bambino e il mistero della Passione 1588, Musée des Augustins de Toulouse
- Maria Maddalena lava i piedi a Cristo in casa di Levi (ca. 1592, Parma, Pinacoteca)
- Madonna con Bambino e i Santi Cosma e Damiano (1594, Parma, Pinacoteca)
- Martirio di San Miniato (1594-1595, Parma, chiesa di Sant'Alessandro)
- Cristo risorto, gonfalone eseguito per la Confraternita delle Cinque Piaghe (Parma, Pinacoteca)
- Cena in Emmaus (attribuito, Roma, Galleria Pallavicini)
- Processione di San Gregorio Magno (ca. 1595, Fontanellato, chiesa di Santa Croce)
- Compianto su Cristo morto (Parma, Pinacoteca).